# Ductia
Ductia – średniowieczny taniec z XII i XIII w., głównie wykonywany przez kobiety, pochodzący z Francji.
O ductii pisze Johannes de Grocheo, w swoim traktacie De musica, datowanym na około 1350.